# Neuwalzwerk

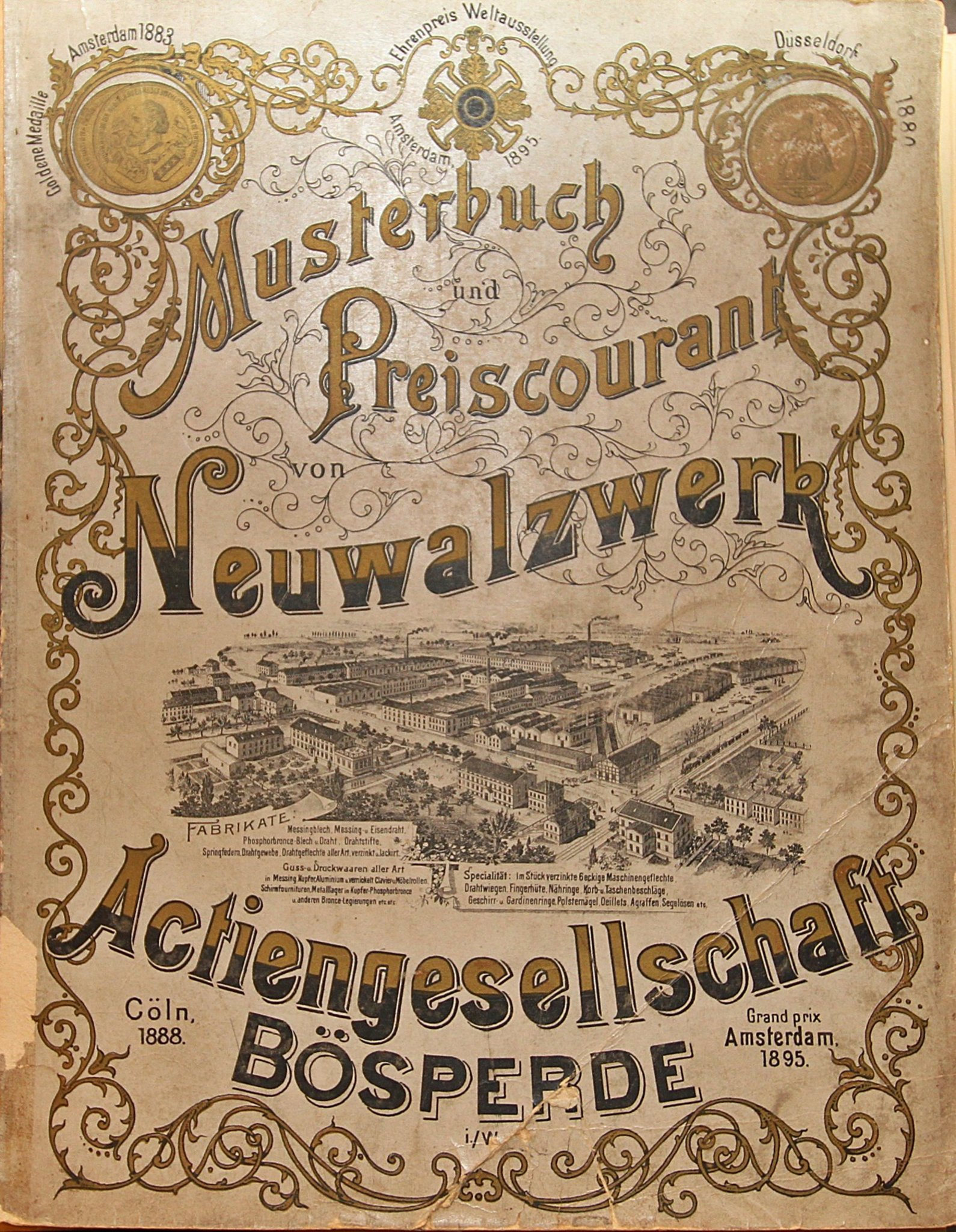
Musterbuch Neuwalzwerk um 1890

Die Neuwalzwerk Aktiengesellschaft war neben R & G Schmöle, Eisenwerk Rödinghausen und H.D. Eichelberg eines der vier bedeutenden Unternehmen der metallverarbeitenden Industrie im Bereich der heutigen Stadt Menden (Sauerland). Der Betrieb war eines der ersten Drahtwalzwerke im Raum Westfalen und spezialisierte sich ab 1864 auf die Herstellung von Drahtgeflecht und -gewebe. 1879 wurde im Neuwalzwerk die erste Drahtflechtmaschine des europäischen Kontinents aufgestellt.

## Geschichte

### Werksgeschichte
Das Walzwerk wurde 1827 im damaligen Ort Holzen, zuletzt Bösperde, von den Iserlohner Unternehmern Johann Hermann Kissing und Ferdinand Möllmann zunächst als Zweigwerk (Walzwerk) der Iserlohner Inhaberfirma Kissing & Möllmann gegründet. Am 23. Juni 1888 erfolgte aufgrund starken Wachstums die Gründung der Neuwalzwerk Aktiengesellschaft. Ab dem 6. Juli 1898 waren die Aktien der Gesellschaft an der Berliner Börse zum Handel zugelassen. Um die Wende zum 20. Jahrhundert hatte das Unternehmen etwa 700 Beschäftigte. Von Bedeutung war seit den 1860er Jahren die Herstellung von Drahtgeweben und -geflechten. Im Betrieb wurde 1879 die erste Drahtflechtmaschine auf dem europäischen Kontinent in Betrieb genommen. Damit wurde unter anderem das Drahtgeflecht für den damals längsten Zaun der Welt, den Rabbit-Proof Fence in Australien, hergestellt. Daneben produzierte das Unternehmen Leuchten und Halbfertigwaren für Leuchten.
Grund für die Wahl der Lage am Rande von Holzen in Richtung Fluss Ruhr, des Ortes Fröndenberg war die Wasserkraft der Hönne. Mit dem Bau der Bahnstrecke Bahnstrecke Letmathe–Fröndenberg erhielt das Neuwalzwerk ein eigenes Anschlussgleis in der Nähe des Haltepunktes Bösperde. Über den sogenannten Obergraben verfügte das Neuwalzwerk über eine eigene Staustufe (heute abgebaut).
1957 erfolgte der Verkauf an die Unternehmensgruppe Bettermann. Gewalzte Profile und Spezialdrähte erweiterten das OBO-Portfolio. Für OBO Bettermann war dies eine strategische Entscheidung hin zum Marktführer für Kabeltragsysteme. Treibende Kraft hinter dem Erwerb war Ernst Bettermann, der nach seinem Vater, dem Gründer Franz Bettermann, immer mehr in die Rolle eines Pioniers für die Zukunft des Unternehmens hineinwuchs.

### Bedeutung für die Ortsentwicklung
Mit Gründung des Werkes und anderer industrieller Unternehmen im Raum Menden begann die Zuwanderung protestantischer Beschäftigten und ihrer Familien in die bislang fast ausschließlich katholische Gegend.
Im Vorfeld des großen Metallarbeiterstreiks in Menden 1912 kam es Ende August bis Anfang Oktober 1911 zu einem Arbeitskampf beim Neuwalzwerk durch den örtlichen Christlichen Metallarbeiterverband. In diesem Zusammenhang wurde eine öffentliche Versammlung durch auswärtige Gendarmen aufgelöst. Im weiteren Verlauf des Streiks kam es zu mehreren Versammlungen und „Volksaufläufen.“ Am 8./9. September beteiligten sich daran 2000 bis 3000 Menschen, insbesondere weil das Unternehmen versuchte Streikbrecher einzusetzen.
Im Juni 1857 wurde in der damaligen Gemeinde Holzen mit Ortsteil Bösperde der Schützenverein Holzen-Bösperde Neuwalzwerk gegründet. Im Jahr 1961 kam es zu Konflikten in dem Verein als man im Verein sich skeptisch zeigte, dass ein Arbeiter Schützenkonig werden könnte. Daraufhin wurde mit dem Bürgerverein Bösperde ein eigener Schützenverein der lokalen Arbeiterbevölkerung mit vielen Mitgliedern aus dem Walzwerk gegründet. Die Firma stellte eine Festwiese sowie eine Baracke als Vereinsheim zur Verfügung.
1896 wurde mit Unterstützung des Neuwalzwerkes der Turnverein Turnerbund Neuwalzwerk Bösperde gegründet. Das Neuwalzwerk verschaffte dem Verein einen eigenen Sportplatz, der jedoch durch Enteignung verloren ging.
Nach 1900 begann das Neuwalzwerk Werkswohnungen zu bauen und prägte damit ganze Straßenzüge an der Grenze zur damalig eigenständigen Stadt Menden im Bereich Landwehr – Tannenbergstraße (ehemals Neuwalzwerkstraße) sowie direkt im Werksumfeld (Am Neuwalzwerk).

## Patente
Das Unternehmen Neuwalzwerk nutzte etliche Innovationen für die Erzeugung von Metallwaren, die in rund sechzig Patenten Niederschlag gefunden haben. Nachfolgend werden Patent-Informationen für Erfindungen des Unternehmens beziehungsweise von verbundenen Personen genannt.
- Patent  DE15043: Verfahren zum Blankglühen der Stahl- und Eisenwaaren. Angemeldet am 2. Februar 1881, veröffentlicht am , Anmelder: Actiengesellschaft Neuwalzwerk (Westfalen, DE), Erfinder: August Horst.‌
- Patent  DE39526: Maschine zur Herstellung von Polsternägeln. Angemeldet am 2. September 1886, veröffentlicht am 14. Juni 1887, Anmelder: Actiengesellschaft Neuwalzwerk (Westfalen, DE).‌
- Patent  DE53867: Maschine zur Herstellung von Drahtgeflechten. Angemeldet am 30. März 1890, veröffentlicht am 6. Oktober 1890, Anmelder: Actiengesellschaft Neuwalzwerk (Westfalen, DE).‌
- Patent  DE428073C: Verfahren zum Überziehen von Drahtgeweben u. dgl.. Angemeldet am 22. April 1926, veröffentlicht am 2. Dezember 1924, Anmelder: Actiengesellschaft Neuwalzwerk (Westfalen, DE).‌
- Patent  DE53867: Sprosse für Glasdächer. Angemeldet am 23. März 1965, veröffentlicht am 13. Mai 1965, Anmelder: Neuwalzwerk Nachfahren Bösperde (Westfalen, DE).‌
- Patent  DE1895648U: Freistehende, sich selbst abstützende Lamelle für Autobahnblendschutzzaun.. Angemeldet am 2. November 1963, veröffentlicht am 2. Juli 1964, Anmelder: Neuwalzwerk Nachfahren Bösperde (Westfalen, DE).‌